# Ян Цзечан
Ян Цзечан (кит. упр. 杨诘苍, пиньинь Yáng Jiéchāng,
род. 1965) — современный китайский художник. Он вместе с Чэнь Цзэном и Хуан Юнпином принадлежит к первому поколению современных китайских художников, известных на Западе, благодаря таким выставкам, как «Маги земли» («Magiciens de la terre»), организованной Жан-Юбер Мартеном (Jean-Hubert Martin) в Центре Помпиду в Париже в 1989.
После окончания Академии изобразительных искусств в 1982, Ян Цзечан изучал Дао под руководством даосского мастера Хуантао. Живёт и работает в Париже и Гейдельберге)
Работает во многих медиа: живопись, видео, инсталляция, демонстрируя талант в каллиграфии и классической китайской живописи. Его работы были показаны на многих важных выставках и биеннале, в том числе на первой выставке современного китайского искусства «China Avant-garde» в 1989.
Как и у большинства художников арт-сцены Гуанчжоу, его работы часто имеют сильные политические коннотации. Его поиски были сосредоточены на выявлении очагов напряжение между восточной и западной культурой.

## Персональные выставки
| - 2009 On Ascension, Galerie Jaeger Bucher, Париж - 2008 No Shadow Kick, Shanghai Duolun Museum of Modern Art, Шанхай - 2008 Yang Jiechang: Artists Continue to Try Hard, Chambers Fine Art, Нью-Йорк - 2007 Grace Li Gallery, Цюрих - 2007 The Most Beautiful Country of China, Hanart Gallery, Гонконг - 2006 Tomorrow Cloudy Sky, Hanart TZ Gallery, Гонконг - 2006 Idylls, Grace Li Gallery, Цюрих - 2005 Memorandums, Galerie Jeanne Bucher, Париж - 2005 Hei Ji Sheng Xiang, Shenzhen Painting Institute, Китай - 2005 Who Occupies the Space?, Isola d’arte, Милан - 2003 Lookchat, Centre A, Ванкувер - 2003 For Emily, 4A Gallery, Сидней - 2002 Der Längste Tag, Kunstverein Nürtingen, Германия | - 2001 French May, Hong Kong University Museum, Гонконг - 2001 Enlightened Blackness, Alice King Gallery, Гонконг - 2001 Double View, Galerie Jeanne Bucher, Париж - 2001 100 Layers of Ink, Cherng Piin Gallery, Тайбэй - 2001 Institut Français, Франкфурт - 2000 You — Double View, ARCO 2000, Мадрид - 1999 Another Turn of the Screw, Gallery of the Central Academy of Fine Arts, Пекин - 1999 Rebuild Dong Cunrui, Cherng Piin Gallery, Тайбэй - 1998 Your Customs — Our Customs, Altes Zollamt, Франкфурт - 1996 Galerie Jeanne Bucher, Париж - 1995 Ostwestliche Kontakte, Heidelberger Kunstverein, Гейдельберг - 1995 Galerie Samuel Lallouze, Монреаль - 1995 Galerie Alice Pauli, Лозанна - 1995 Art Cologne, Galerie Jeanne Bucher, Кёльн | - 1994 Cut the Fingernails from My Body, Espace d’art Contemporain Le Faubourg, Страсбург - 1994 Galerie Jeanne Bucher, Париж - 1993 Rencontres dans un Couloir, private flat of Hou Hanru, Париж - 1993 Galerie Lauter, Мангейм - 1992 Testament, Dritte Welt Haus, Франкфурт - 1992 Gallery Turbulences, Нью-Йорк - 1992 Galerie Jeanne Bucher, Париж - 1991 Works on Paper, Frith Street Gallery, Лондон - 1990 Salon de mars, booth of the Galerie Jeanne Bucher, Париж - 1990 Galerie Jeanne Bucher, Париж - 1990 Voyage en Mexique, Centro Cultural Arte Contemporaneo, Мехико - 1988 Milky Way Exhibition N°9, Gallery of the Central Park, Guangdong Artists Association, Гуандун, Китай |